# Tom Amberry
Tom Amberry   (Grand Forks, 13 de novembre de 1922 - 18 de març de 2017), també conegut com a Dr. Free Throw (en català Dr. Tir Lliure), va ser un jugador de bàsquet estatunidenc conegut per ostentar el rècord de tirs lliures encistellats de forma consecutiva, amb un total de 2.750. Va aconseguir-ho el 1993, a l'edat de 71 anys.
Amberry va treballar amb els jugadors de l'equip dels Chicago Bulls per ajudar-los a millorar el seu percentatge en els tirs lliures.